# Chuyến bay 800 của TWA
Chuyến bay 800 của Trans World Airlines (TW800/TWA800) là một chuyến bay quốc tế thường xuyên từ sân bay quốc tế John F. Kennedy đến Roma, Ý, điểm dừng tại Paris Pháp. 12 phút sau khi cất cánh từ John F. Kennedy, máy bay Boeing 747-100 đã phát nổ và rơi xuống Đại Tây Dương gần East Moriches, New York vào ngày 17 tháng 7 năm 1996, vào khoảng 20:31 phút tối, tất cả 230 người đã thiệt mạng trong vụ tai nạn thảm khốc đứng thứ 3 trong lịch sử Hoa Kỳ. Các nhà điều tra tai nạn từ Ủy ban An toàn Giao thông Quốc gia (NTSB) đã tới hiện trường vụ tai nạn, đến sáng hôm sau (18/07/1996), trong bối cảnh suy đoán rằng một cuộc khủng bố là nguyên nhân của vụ tai nạn. Sau một cuộc điều tra kéo dài 16 tháng, FBI kết luận không có yếu tố tấn công khủng bố khiến TWA 800 mãi mãi không thể hoàn thành trọn vẹn chuyến bay. Song, dư luận lại chuyển hướng, nghi ngờ khả năng tên lửa tàu Hải quân Mỹ đã nhắm nhầm mục tiêu và gây ra tai nạn thảm khốc.
Cuộc tranh cãi cứ kéo dài như vậy đến ngày 23 tháng 8 năm 2000, một báo cáo uy tín đã khẳng định sự cố mạch điện tử điều khiển máy bay TWA 800 đã khiến nó phát nổ và "yên nghỉ" dưới Đại Tây Dương cùng 230 người.

## Tai nạn

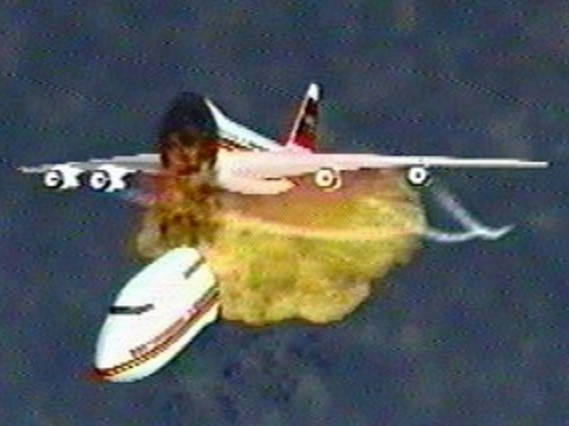
Hình ảnh từ mô tả của CIA về cách chuyến bay TWA 800 bị phá vỡ. Khi đáy máy bay văng ra từ thùng nhiên liệu phát nổ, các vết nứt lan ra xung quanh thân máy bay và cắt đứt toàn bộ phần trước của máy bay.

Máy bay là một chiếc Boeing 747-131. Vào ngày xảy ra tai nạn, máy bay vốn rất cũ, tình trạng của dây điện rất tồi tệ. Vài phút trước, máy bay phải chờ hơn 1 tiếng ở sân bay JFK khi 1 người bỏ hành lý trên máy bay mà không thấy dấu hiệu của người đó. Cơ trưởng cho máy bay chờ ở đường băng vì sợ trong hành lý người kia có bom. Khi đó, điều hòa làm nóng bể nhiên liệu giữa gần như trống rỗng. Nhiên liệu bốc hơi lên, khiến cả máy bay như trở thành 1 quả bom trên đường băng, chỉ chờ có tia lửa nhỏ bé. Mới cất cánh được 12 phút, 1 dây điện bị chập gây đoản mạch, truyền vào bể nhiên liệu đang nóng. Vụ nổ làm máy bay vỡ làm hai phần: mũi và phần còn lại. Mũi đâm xuống như một viên đạn, còn phần kia thì tiếp tục bay trong vài giây rồi rơi xuống biển, giết chết tất cả 230 người trên máy bay.